# Diepo (przystanek kolejowy w rejonie oriechowsko-zujewskim)
Diepo (ros. Депо) – przystanek kolejowy w miejscowości Priozierje, w rejonie oriechowsko-zujewskim, w obwodzie moskiewskim, w Rosji. Położony jest na Wielkim Pierścieniu Kolei Moskiewskiej, w obrębie stacji Oriechowo-Zujewo, przy jej lokomotywowni.
Perony są od siebie oddalone o ok. 290 m w linii prostej. Pomiędzy nimi mieści się torowisko stacji Oriechowo-Zujewo.

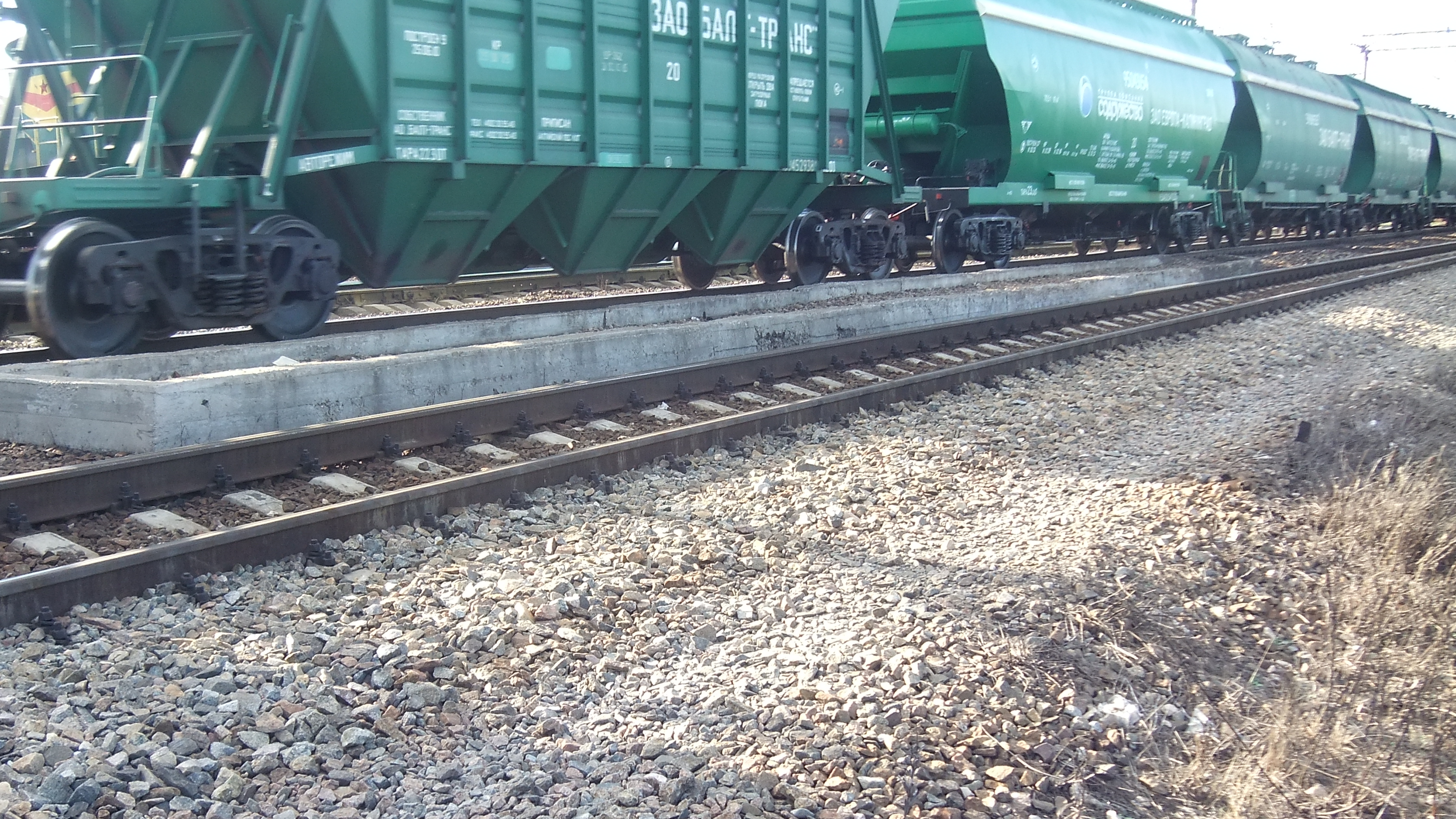
peron wschodni